# 大春日善道
大春日 善道（おおかすが の よしみち、生没年不詳）は、平安時代前期の貴族。姓は朝臣。

## 経歴
元慶6年（882年）1月、大学助で従五位下に昇叙した。

## 官歴
『日本三代実録』による。
- 時期不詳：大学助
- 元慶6年（882年）1月7日：従五位下